# Nájera
Nájera é um município da Espanha 
na província e comunidade autónoma de La Rioja, de área 37,44 km² com população de 8073 habitantes (2007) e densidade populacional de 202,52 hab/km².

## Demografia
| Variação demográfica do município entre 1991 e 2004 | Variação demográfica do município entre 1991 e 2004 | Variação demográfica do município entre 1991 e 2004 | Variação demográfica do município entre 1991 e 2004 |
| --------------------------------------------------- | --------------------------------------------------- | --------------------------------------------------- | --------------------------------------------------- |
| 1991                                                | 1996                                                | 2001                                                | 2004                                                |
| 6907                                                | 6952                                                | 7105                                                | 7560                                                |